# Charoniidae
Charoniidae zijn een familie van weekdieren uit de klasse van de Gastropoda (slakken).

## Geslachten
- Charonia Gistel, 1847

### Synoniemen
- Eutriton => Eutritonium Cossmann, 1904 => Charonia Gistel, 1847
- Eutritonium Cossmann, 1904 => Charonia Gistel, 1847
- Triton Montfort, 1810 =>  Charonia Gistel, 1847
- Tritonium Röding, 1798 => Charonia Gistel, 1847